# Stanisław Ostrowski
Pour les articles homonymes, voir Ostrowski.
Stanisław Ostrowski, né à Lemberg le 29 octobre 1892 et mort à Londres le 22 novembre 1982, est un homme d'État polonais. Il est le troisième président de la République de Pologne en exil de 1972 jusqu'à 1979, succédant à August Zaleski. Stanisław Ostrowski contribue grandement à reconstituer l'unité des Polonais libres de l'émigration politique. Sa présidence est caractérisée par l'approfondissement de l'aide et des liens du gouvernement polonais en exil avec le mouvement d'opposition naissant en Pologne. Il désigne pour successeur le plus chevronné des diplomates polonais du temps de guerre, l'ambassadeur Edward Raczyński. 

## Biographie

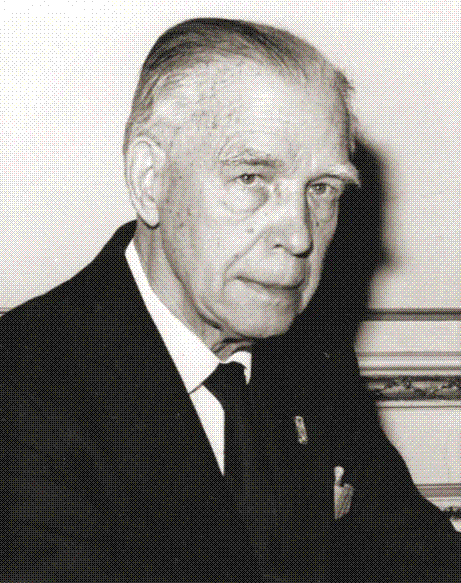
Stanisław Ostrowski

Il étudie la médecine à l'université Jan Kazimierz de Lwow, en Pologne sous domination austro-hongroise (il y obtient son doctorat en médecine en 1919). Dès 1912, il est membre d'organisations de jeunesse patriotiques et indépendantistes (Organizacja młodzieży narodowej, Związek strzelecki, Związek walki czynnej). Il rejoint dès 1914 les "Légions polonaises" de Józef Piłsudski, père de l'indépendance polonaise. Il participe à la défense de Lwów lors de la guerre soviéto-polonaise de 1919-1920. Il sert, de 1918 à 1922, au sein du service de santé de l'Armée polonaise avançant jusqu'au grade de capitaine.
En Pologne indépendante, il pratique et enseigne la médecine auprès des cliniques de dermatologie des Universités de Varsovie et de Lwów. Il est élu à trois reprises (1930, 1935, 1938) député au Parlement polonais, la Diète de la République de Pologne (Sejm). À partir de 1934, il est adjoint puis maire (1936) de la ville de Lwów, une des plus grandes villes de Pologne, jusqu'à la guerre et l'invasion soviétique de la partie orientale de la Pologne en vertu du pacte Molotov-Ribbentrop. 
Arrêté par le NKVD soviétique, le 22 septembre 1939, il est emprisonné à Lwów puis à Moscou (dans les sinistres geôles de la Loubianka et de Boutyrka). Condamné à huit ans de travaux forcés, il est déporté au Goulag en Sibérie orientale. En décembre 1941, à la faveur de la brève possibilité de reconstitution d'une armée polonaise sur le sol soviétique après l'invasion allemande, il rejoint le service de santé de l'armée formée par le général Władysław Anders en URSS puis au Moyen-Orient. Il participe aux combats du Deuxième corps d'Armée polonais en Italie. Après la guerre, il reste en Italie au sein de l'Armée polonaise de l'Ouest progressivement démobilisée, jusqu'en 1946. Il obtient le grade de major.
Au Royaume-Uni, il travaille comme docteur au sein des services de dermatologie de plusieurs hôpitaux britanniques, jusqu'à sa retraite en 1962. 
Désigné successeur du Président de la République August Zaleski à partir du 24 février 1971, il devient le troisième Président de la République de Pologne en exil au décès de ce dernier, le 7 avril 1972, en vertu de la Constitution de la République de Pologne indépendante d'avril 1935 (article 24). Il prête serment le 9 avril 1972. Il rétablit la coutume du septennat, contournée par son prédécesseur August Zaleski, en transmettant sa fonction, le 8 avril 1979, à son successeur Edward Raczyński.
Il meurt le 22 novembre 1982 à Londres et est enterré au cimetière des Aviateurs polonais de Newark-on-Trent.

## Honneurs
Décoré de l'ordre de l'Aigle blanc, de l'Ordre militaire de Virtuti Militari, de la Croix de l'Indépendance, de l'Ordre Polonia Restituta. Président d'Honneur du Cercle des anciens de Lwow, docteur honoris causa de la Polish University Abroad (en) (PUNO) en 1973, membre d'honneur des Instituts Joseph Pilsudski de Londres et de New York (1975).